# Мартін Баколе
Мартін Баколе Ілунга (англ. Martin Bakole Ilunga; нар. 1 червня 1993, Кананга, Заїр) — конголезький боксер-професіонал, який виступає у важкій ваговій категорії. Серед професіоналів володів титулом чемпіона за версією WBC International (2020) і титулом континентального чемпіона за версією IBO Continental (2017—2018), міжнародний чемпіон Польщі (2019—2020) у важкій вазі.
Найкраща позиція у рейтингу BoxRec — 11-та (вересень 2023). Він є 1-м серед конголезьких боксерів важкої вагової категорії, а за рейтингами основних міжнародних боксерських організацій посів: 2-гу позицію у рейтингу WBA, 7-й рядок рейтингу WBC і 12-й рядок рейтингу IBF, входячи у ТОП-15 найкращих ваговиків всього світу.

## Біографія
Народився у сім'ї очільника провінції Катанга (Конго). Його старшим братом є колишній чемпіон світу у першій важкій вазі за версією WBC Ілунга Макабу.

## Професійна кар'єра
25 березня 2014 року дебютував на професійному рингу, перемігши технічним нокаутом у 2-му раунді південноафриканського боксера Цицила Сміта.
11 листопада 2017 року у своєму 10-му професійному поєдинку нокаутував у першому раунді до того непереможного бельгійця Алі Багхуза (10-0-1) та виграв титул континентального чемпіона за версією IBO. 23 червня 2018 року переміг технічним нокаутом у першому раунді британця Ді-Еля Джонса та захистив титул континентального чемпіона IBO.
Був спаринг-партнером таких чемпіонів світу як: Тайсон Ф'юрі, Ентоні Джошуа (готуючи його до поєдинків проти Карлоса Такама — 28 жовтня 2017 року і Олександра Повєткіна — 22 вересня 2018 року), й Олександра Усика.

### Бій з Майклом Гантером
13 жовтня 2018 року у своєму дванадцятому професійному поєдинку за вакантний титул інтерконтинентального чемпіона за версією IBO зазнав першої поразки у професійній кар'єрі від американського боксера, колишнього претендента на титул чемпіона світу у першій важкій вазі за версією WBO Майкла Гантера.

### Бій з Маріушем Вахом
6 квітня 2019 року переміг польського боксера, колишнього претендента на титули чемпіона світу за версіями WBA, IBF, WBO та IBO Маріуша Ваха (33-4).

### Бій із Кевіном Джонсоном
19 жовтня 2019 року достроково технічним нокаутом у 5-му раунді переміг американського ветерана Кевіна Джонсона (34-15-1), і Джонсон з 16 поразок зазнав лише третьої дострокової поразки.

### Бій з Сергієм Кузьміним
12 грудня 2020 року зустрівся з Сергієм Кузьміним (15-1). Баколе добре діяв із дальньої дистанції джебом, а Кузьмін діяв краще на ближній дистанції і додав у другій половині бою. Баколе переміг одноголосним рішенням суддів: 98-92, 97-93 та 96-94.

### Бій із Тоні Йокою
14 травня у Парижі зустрівся з непереможеним олімпійським чемпіоном Тоні Йокой (11-0). Баколе відправив суперника у нокдаун вже в першому раунді, і потім впевнено володів перевагою. У п'ятому раунді француз отримав ще один нокдаун, і ці два нокдауни врятували Баколе від домашнього суддівства, оскільки рахунок суддівських записок становив 96-92, 95-93 і 94-94.

### Бій з Ігорем Шевадзуцьким
Спочатку бій планувалося провести в Ліверпулі, але відбувся він у Ряшеві (Польща) в андеркарді бою за титул WBC у вазі бриджервейт (до 101,6 кг) між Лукашем Рожанським та хорватом Аленом Бабичем (11-0).
29-річний Баколе, який проводив перший бій після перемоги над олімпійським чемпіоном Тоні Йокой, відправив українського боксера Ігоря Шевадзуцького (11-0) у нокдаун у другому раунді (комбінація правий знизу та лівий бічний). Шведзуцький хоч і продовжив бій, але до гонга виживав під ударами опонента. Після того, як Баколе захопив очевидну перевагу, у третьому раунді рефері був змушений зупинити поєдинок.

### Бій з Карлосом Такамом
28 жовтня 2023 року в Ер-Ріяді (Саудівська Аравія) в андеркарді бою Тайсон Ф'юрі — Франсіс Нганну зустрівся з 42-річним гейткіпером Карлосом Такамом (40-7-1, 28 КО). З перших секунд першого раунду почав пресингувати вікового і поступаючого йому в габаритах опонента. Перші два раунди пройшли з великою перевагою Баколе завдяки точному джебу. У третьому раунді Баколе ще більше активізувався та мало не відправив Такама на канвас, але ветерана врятував гонг. Четвертий раунд став останнім. Після низки пропущених точних силових рефері зупинив бій.
У січні 2024 року в останньому рейтингу, опублікованому Всесвітньою боксерською асоціацією WBA, Мартін Баколе фігурує в ранзі номер один у важкій вазі світу.

### Бій з Джаредом Андерсоном
3 серпня 2024 року в Лос-Анджелесі (США) в андеркарді бою Теренс Кроуфорд — Ісроїл Мадримов зустрівся з Джаредом Андерсоном (США). Поєдинок, в якому фаворитом був американець, завершився яскравою достроковою перемогою Баколе, який вже в п'ятому раунді зупинив до того непереможну головну надію США у важкій вазі, тричі по ходу бою надіславши Андерсона в нокдаун, після останнього з яких рефері зупинив бій.

### Бій з Джозефом Паркером
Спочатку 22 лютого 2025 року чемпіон світу за версією IBF у важкій вазі Денієл Дюбуа в черговому захисті мав зустрітися з новозеландцем Джозефом Паркером, але за два дні до бою чемпіон змушений був знятися через проблеми зі здоров'ям. Замінити Дюбуа в бою проти Паркера запропонували Баколе, і він погодився, але без належної підготовки не протримався проти Паркера і двох раундів.

## Таблиця боїв
| 24 поєдинка, 21 перемога (16 нокаутом, 5 за рішенням суддів), 2 поразки (1 нокаутом, 1 за рішенням суддів), 1 нічия | 24 поєдинка, 21 перемога (16 нокаутом, 5 за рішенням суддів), 2 поразки (1 нокаутом, 1 за рішенням суддів), 1 нічия | 24 поєдинка, 21 перемога (16 нокаутом, 5 за рішенням суддів), 2 поразки (1 нокаутом, 1 за рішенням суддів), 1 нічия | 24 поєдинка, 21 перемога (16 нокаутом, 5 за рішенням суддів), 2 поразки (1 нокаутом, 1 за рішенням суддів), 1 нічия | 24 поєдинка, 21 перемога (16 нокаутом, 5 за рішенням суддів), 2 поразки (1 нокаутом, 1 за рішенням суддів), 1 нічия | 24 поєдинка, 21 перемога (16 нокаутом, 5 за рішенням суддів), 2 поразки (1 нокаутом, 1 за рішенням суддів), 1 нічия | 24 поєдинка, 21 перемога (16 нокаутом, 5 за рішенням суддів), 2 поразки (1 нокаутом, 1 за рішенням суддів), 1 нічия |
| Бій | Рекорд | Дата бою | Суперник | Місце проведення бою                                                                                                | Результат | Коментарі |
| --- | --- | --- | --- | --- | --- | --- |
| 24 | 21-2-1 | 3 травня 2025 | Нігерія Ефе Аджагба (20-1)                                                                                          | Anb Arena, Ер-Ріяд                                                                                                  | MD (12) | |
| 23 | 21-2 | 22 лютого 2025 | Нова Зеландія Джозеф Паркер (14-1)                                                                                  | Venue Riyadh Season, Ер-Ріяд                                                                                        | TKO 2 (12) | Бій за титул «тимчасового» чемпіона WBO у важкій вазі.                                                              |
| 22 | 21-1 | 3 серпня 2024 | США Джаред Андерсон (17-0)                                                                                          | США Бенк оф Каліфорнія Стедіум, Лос-Анджелес, Каліфорнія                                                            | TKO 5 (10), 2:07 | Завоював титул WBO International та вакантний титул WBO-NABO у важкій вазі.                                         |
| 21 | 20-1 | 28 жовтня 2023 | Карлос Такам (40-7-1)                                                                                               | Саудівська Аравія Boulevard Hall, Ер-Ріяд, Саудівська Аравія                                                        | TKO 4 (10), 2:15 | |
| 20 | 19-1 | 22 квітня 2023 | Україна Ігор Шевадзуцький (10-0)                                                                                    | Ряшів, Польша | TKO 3 (10), 0:45 | |
| 19 | 18-1 | 14 травня 2022 | Тоні Йока (11-0) | Аккорготелс Арена, Париж, Франція                                                                                   | MD 10 (10) | Рахунок суддів: 96-92, 95-93, 94-94.                                                                                |
| 18 | 17-1 | 18 вересня 2021 | Гаруна Осуману (11-2)                                                                                               | Flag of the United Arab Emirates.svg Sport Society, Дубай, ОАЕ                                                      | TKO 1 (10), 2:50 | |
| 17 | 16-1 | 12 грудня 2020 | Сергій Кузьмін (15-1)                                                                                               | O2 Арена, Лондон, Велика Британія                                                                                   | UD (10) | Рахунок суддів: 98-92, 97-93, 96-94. Завоював вакантний титул чемпіона за версією WBC International у важкій вазі.  |
| 16 | 15-1 | 2 листопада 2019 | США Родні Ернандес (13-8-2)                                                                                         | Манчестер Арена, Манчестер, Ланкашир, Велика Британія                                                               | TKO 2 (10), 2:50 | |
| 15 | 14-1 | 19 жовтня 2019 | США Кевін Джонсон (34-15-1)                                                                                         | Ньюкасл Арена, Ньюкасл-апон-Тайн, Тайн-енд-Вір, Велика Британія                                                     | TKO 5 (8), 0:58 | |
| 14 | 13-1 | 2 серпня 2019 | Італо Переа (11-4-2)                                                                                                | Exhibition Centre, Ліверпуль, Мерсісайд, Велика Британія                                                            | TKO 1 (8), 1:20 | |
| 13 | 12-1 | 6 квітня 2019 | Маріуш Вах (33-4)                                                                                                   | Катовиці, Польща | TKO 8 (10), 2:26 | Завоював вакантний титул міжнародного чемпіона Польщі у важкій вазі.                                                |
| 12 | 11-1 | 13 жовтня 2018 | США Майкл Гантер (14-1)                                                                                             | Йорк-гол, Лондон, Велика Британія                                                                                   | TKO 10 (10), 2:19                                                                                                   | Бій за вакантний титул чемпіона за версією IBO Inter-Continental у важкій вазі.                                     |
| 11 | 11-0 | 23 червня 2018 | Девід Джонс (8-1-1)                                                                                                 | SSE Hydro, Глазго, Шотландія, Велика Британія                                                                       | TKO 1 (10), 1:02 | Захистив титул чемпіона за версією IBO Continental у важкій вазі.                                                   |
| 10 | 10-0 | 11 листопада 2017                                                                                                   | Алі Беґгауз (10-0-1)                                                                                                | Royal Highland Center, Единбург, Шотландія, Велика Британія                                                         | KO 1 (10), 2:23 | Завоював вакантний титул чемпіона за версією IBO Continental у важкій вазі.                                         |
| 9 | 9-0 | 7 жовтня 2017 | Каміль Соколовський (4-10-2)                                                                                        | Йорк-гол, Лондон, Велика Британія                                                                                   | PTS 6 (6) | Рахунок судді: 60-55.                                                                                               |
| 8 | 8-0 | 29 липня 2017 | Домінік Акінладе (8-2-1)                                                                                            | Bowlers Exhibition Centre, Манчестер, Велика Британія                                                               | TKO 1 (6) | |